# Frédéric Etsou-Nzabi-Bamungwabi
Frédéric Etsou-Nzabi-Bamungwabi C.I.C.M., kongoški duhovnik, škof in kardinal, * 3. december 1930, Mazalonga (Demokratična republika Kongo), † 6. januar 2007.

## Življenjepis
13. julija 1958 je prejel duhovniško posvečenje.
8. julija 1976 je bil imenovan za sonadškofa Mbandaka-Bikore; 7. novembra istega leta je prejel škofovsko posvečenje. 11. novembra 1977 je nasledil nadškofovski sedež.
7. julija 1990 je postal nadškof Kinšase.
28. junija 1991 je bil povzdignjen v kardinala in imenovan za kardinal-duhovnika S. Lucia a Piazza d'Armi.